# إيرا كوك
إيرا كوك هو جابي ضرائب وسياسي أمريكي، ولد في 6 أكتوبر 1821، وتوفي في 11 مارس 1902. انتخب mayor of Des Moines, Iowa ‏ (1861 – 1862).